# جاجيانغميان (طبق)
زهاجيانغميان أو (بالصينية المبسطة:炸酱面) (بالصينية التقليدية:炸醬麵) (بالبينيين: Zhá jiàng miàn)، معنى الإسم حرفيا هو "شعيرية الصلصة المقلية" ،  تُترجم ايضا بشكل شائع على أنها "شعيرية تقدم مع صلصة الفاصوليا المقلية".هو طبق صيني يتكون من شعيرية القمح السميك تعلوها صلصة تشاجيانغ . تُصنع صلصة تشجيانغ عادةً عن طريق طهي لحم البقر المفروم المقلي أو لحم الخنزير المفروم مع عجينة فول الصويا المالحة المخمرة . معنى تشاجيانغ باللغة الصينية هو "الصلصة المقلية".

## التاريخ

### الأصل
نشأ طبق الزهاجيانغميان في مقاطعة شاندونغ وهو طبق صيني شمالي شهير. من غير المعروف كيف نشأ الطبق ولا يتوفر حاليا سوى عدد قليل من الحكايات الشعبية. 

## الأنواع

### نسخة شاندونغ
في المطبخ الشاندونغي ، يتم صنع الصلصة من التيانميانجيانغ ، ويُنظر إلى هذا النوع من الزهاجيانغميان بشكل عام على أنه المعيار التقليدي الأصلي في داخل دولة الصين.

### نسخة بكين
في مطبخ بكين ، يتم مزج معجون فول الصويا الأصفر وصلصة التيانمين لصنع الصلصة المستخدمة في طبق الزهاجيانغميان. في أثناء عملية قلي الصلصة ، يتم إضافة كمية كبيرة من البصل الأخضر ، ويستخدم لحم الخنزير غلى شكل مكعبات بدلاً من شكله المفروم التقليدي في بعض المناطق. عادةً ما يتم تقديم هذا الطبق مع مجموعة متنوعة من الخضار المقرمشة ، مثل الخيار, الفجل, براعم الفاصوليا, الكرفس وفول الصويا. يتم تفضيل المعكرونة المصنوعة يدويا والتي تكون سميكة. في الصين ، يعتبر طبق الزهاجيانغميان بنسخته البكينية هو الإصدار الأكثر شهرة ، حتى أكثر من الزهاجيانغميان بنسخته الشاندونغية والتي تعتبر هي النسخة الأصلية لهذا الطبق.

### نسخة سيتشوان
في مطبخ سيشوان ، يعتبر الزاجيانغميان (杂 酱 面) نسخة خاصة من الزهاجيانغميان. على الرغم من التشابه في الإسم والمحتويات ، لا يوجد في الواقع دليل واضح على أن أصل الزاجيانغميان هو من الزهاجيانغميان .

### نسخة شمال شرق الصين
في إقليم لياونينغ الصيني وفي إقليم جيلين الصيني أيضا ، تُقلى صلصة تسهاجيانغ بشكل تقليدي مع صلصة داجيانغ .

### النسخة الكانتونية
في النسخة الكانتونية وخاصة في مطبخ هونغ كونغ ، يضاف الكاتشب وصلصة الفلفل الحار إلى صلصة تشاجيانغ الأساسية وهذه الإضافة تجلب نكهة حلوة, حارة وحامضة قليلاً في فس الوقت.

### النسخة البوذية
يمكن عمل نسخة نباتية من صلصة تشجيانغ عن طريق استبدال لحم البقر المفروم أو لحم الخنزير بمكعبات التوفو المدخنة (熏 豆腐乾) أو بالإداماميه (毛豆) أو بالباذنجان أو بالتوفو شديد الصلابة (素雞). وهذا يرجع إلى أن تناول لحوم الحيوانات في الديانة البوذية شيء غير مرغوب به أو شيء ممنوع. لهذا تعد النسخ النباتية نسخ ممكن للبوذيين تناولها بلا أي مشاكل.

### النسخة العربية الإسلامية
هناك نسخة عربية إسلامية حلال من هذا الطبق وغالبا ما يتم إعدادها من اللحم البقري المفروم أو لحم الضأن وهذا بسبب تحريم تنوال لحم الخنزير في الديانة الإسلامية.

## شاهد أيضا
- جاجانغميون

## روابط خارجية
- وصفة مع الصور خطوة بخطوة